# Oligacanthorhynchus oti
Oligacanthorhynchus oti är en hakmaskart. Oligacanthorhynchus oti ingår i släktet Oligacanthorhynchus och familjen Oligacanthorhynchidae. Inga underarter finns listade i Catalogue of Life.